# Emesis emesine
Emesis emesine är en fjärilsart som beskrevs av Otto Staudinger 1888. Emesis emesine ingår i släktet Emesis och familjen Riodinidae. Inga underarter finns listade i Catalogue of Life.